# Keianes
Keianes est une localité du comté de Troms, en Norvège.

## Géographie
Administrativement, Keianes fait partie de la kommune de Målselv.